# 善各庄站
善各庄站位于中华人民共和国北京市朝阳区崔各庄地区创远路与来广营东路交叉口，是北京地铁14号线的地铁车站，于2014年12月28日随14号线东段开通一同投入使用。

## 位置及名称
善各庄站位于东北五环外，双沙铁路以北，京承高速公路以东的地区，规划望京电子城北扩地区内。线路沿创远路呈西南－东北走向布置，由善各庄站向南延展。14号线马泉营车辆段由车站东北方向接入。
车站规划有一座P+R停车场。
至于“善各庄”这一地名，成村时称“单各庄”，因南方单姓移民聚居而得名，但这支单姓的具体来源地无从考证。

## 车站结构

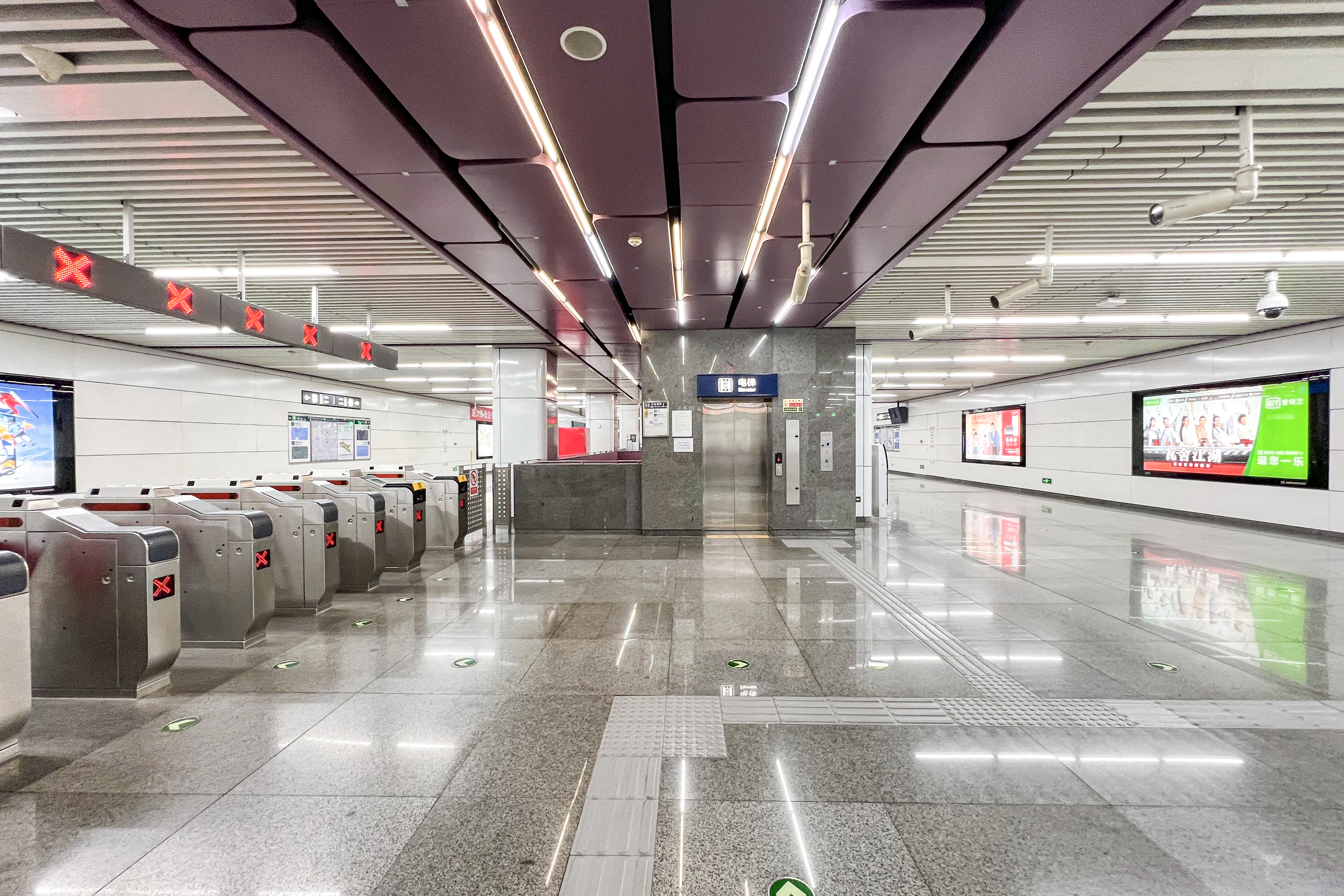
车站大堂（2022年3月摄）

善各庄站为地下二层车站，岛式站台设计，设有4个出入口。

### 楼层
| G                 | 地面 | 出入口                                                                                        |
| B1                | 站厅 | 自动售票机、客服中心                                                                          |
| B2                | 站台 | \| \| \| █ 14号线往张郭庄（来广营） \| \| 島式 · 開左邊车门 \| \| \| \| \| \| █ 14号线落客 \| |
|                   |      | █ 14号线往张郭庄（来广营）                                                                    |
| 島式 · 開左邊车门 |      |                                                                                               |
|                   |      | █ 14号线落客                                                                                  |

### 站台
善各庄站设有1个岛式站台，呈东北-西南走向，全部站台均设有屏蔽门。本站东北端设有一组通往马泉营车辆段出入场线及交叉渡线，可供列车进行折返或前往车辆段。

## 出入口
善各庄站设A、B、C、D四个出入口。
|                       |        |                                    |      |            |
| 编号                  | 指示   | 建议前往的目的地                   | 照片 | 无障碍设施 |
| 出口 · A              | 创远路 | 创远路（北侧）                     |      | 不適用     |
| 出口 · B              | 创远路 | 创远路（南侧）                     |      | 不適用     |
| 出口 · C · 升降机标志 | 创远路 | 创远路（南侧）、望京·华樾中心      |      |            |
| 出口 · D              | 创远路 | 创远路（北侧）、地铁善各庄站公交站 |      | 不適用     |
| 註： 設有             |        |                                    |      |            |